# Isla Fisher

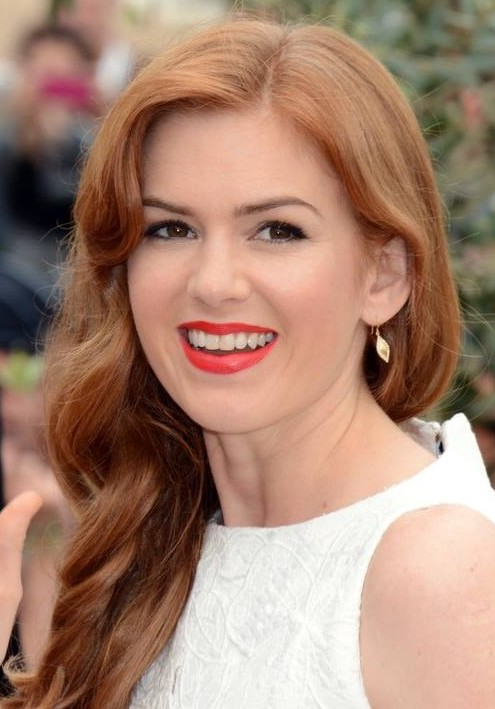
Isla Fisher (2013)

Isla Ayala Lang Fisher ['aɪlə fɪʃər] (* 3. Februar 1976 in Maskat, Oman) ist eine australische Schauspielerin und Autorin mit schottischen Wurzeln.

## Leben
Fisher wurde in Maskat, der Hauptstadt des Oman, geboren, wo ihr Vater als Bankier für die Vereinten Nationen tätig war. Der Vorname Isla leitet sich von Islay ab, dem Namen der südlichsten Insel der schottischen Inselgruppe Innere Hebriden (Fishers Eltern stammen beide aus Schottland). Im Alter von neun Monaten zog sie mit ihrer Familie nach Australien, wo sie mit zwei jüngeren und zwei älteren Brüdern aufwuchs. Fisher war von 2010 bis 2024 mit Sacha Baron Cohen verheiratet. Sie konvertierte zum Judentum, um eine jüdische Hochzeit abhalten zu können. Am 17. Oktober 2007 wurde die erste gemeinsame Tochter geboren, die zweite Tochter kam im Sommer 2010 zur Welt. Im März 2015 wurde ihr drittes Kind, ein Sohn, geboren. Fisher und Cohen gaben am 5. April 2024 ihre Scheidung bekannt.
Ihr Debüt im australischen Fernsehen gab sie 1993 mit der Rolle Robyn Devereaux in der kurzlebigen Fernsehserie Paradise Beach. Die Rolle, die ihr den Durchbruch bescherte, war die der Shannon Reed in der seit 1988 ausgestrahlten Seifenoper Home and Away, in der sie von 1994 bis 1997 mitspielte. Während dieser Zeit schrieb sie zwei Bücher, Seduced by Fame und Bewitched.
2002 übernahm sie die Rolle der Mary Jane im Kinofilm Scooby-Doo. Eine größere Rolle hatte sie 2005 in Die Hochzeits-Crasher, welche ihr den Titel „Beste Newcomerin“ bei den MTV Movie Awards 2006 einbrachte. Während der Promotion des Films Die Hochzeits-Crasher wurde sie am 2. August 2005 zum tausendsten Gast der australischen Talkshow Rove Live gekürt. 2006 spielte Fisher in dem Beziehungsdrama London – Liebe des Lebens? an der Seite von Jessica Biel, Chris Evans und Jason Statham. 2008 übernahm Isla Fisher die Rolle der Rebecca Bloomwood in der Verfilmung des Buches Confessions of a Shopaholic von Sophie Kinsella. Ebenfalls 2008 übernahm sie in der Filmkomödie Vielleicht, vielleicht auch nicht an der Seite von Ryan Reynolds die Hauptrolle der April Hoffman. 2013 spielte sie an der Seite von Dave Franco, Jesse Eisenberg und Woody Harrelson die Entfesselungskünstlerin Henley Reeves in Die Unfassbaren – Now You See Me. Bei einem Unfall während der Dreharbeiten zu dem Thriller wäre Fisher beinahe ertrunken, als sie sich in einem riesigen Wassertank angekettet zu befreien versuchte und dies nicht sofort gelang. In der Fortsetzung, Die Unfassbaren 2, konnte sie aufgrund einer Schwangerschaft nicht mitspielen und wurde durch Lizzy Caplan ersetzt.
2018 wurde sie in die Academy of Motion Picture Arts and Sciences berufen, die jährlich die Oscars vergibt.

## Filmografie (Auswahl)
- 1993–1994: Paradise Beach (Fernsehserie, 3 Episoden)
- 1994–1997: Home and Away (Fernsehserie, 393 Episoden)
- 1999: Oliver Twist (Fernsehserie)
- 2001: Swimming Pool – Der Tod feiert mit
- 2002: Beastmaster – Herr der Wildnis (BeastMaster, Fernsehserie, Episode 3x17)
- 2002: Scooby Doo
- 2003: Dallas 362
- 2004: I Heart Huckabees
- 2005: Die Hochzeits-Crasher (Wedding Crashers)
- 2005: London – Liebe des Lebens? (London)
- 2006: Blind Wedding – Hilfe, sie hat ja gesagt (Wedding Daze)
- 2007: Hot Rod – Mit Vollgas durch die Hölle (Hot Rod)
- 2007: Die Regeln der Gewalt (The Lookout)
- 2008: Horton hört ein Hu! (Horton hears a Who!, Stimme)
- 2008: Vielleicht, vielleicht auch nicht (Definitely, Maybe)
- 2009: Shopaholic – Die Schnäppchenjägerin (Confessions of a Shopaholic)
- 2010: Burke & Hare
- 2011: Rango (Stimme)
- 2012: Die Hüter des Lichts (Rise of the Guardians, Stimme)
- 2012: Die Hochzeit unserer dicksten Freundin (Bachelorette)
- 2013: Die Unfassbaren – Now You See Me (Now You See Me)
- 2013: Der große Gatsby (The Great Gatsby)
- 2013: Arrested Development (Fernsehserie, 9 Episoden)
- 2014: Life of Crime
- 2015: Visions
- 2016: Der Spion und sein Bruder (Grimsby)
- 2016: Nocturnal Animals
- 2016: Die Jones – Spione von nebenan (Keeping Up with the Joneses)
- 2018: Catch Me! (Tag)
- 2019: Beach Bum (The Beach Bum)
- 2019: Greed
- 2020: Die gute Fee (Godmothered)
- 2020: Da scheiden sich die Geister (Blithe Spirit)
- 2021: Zurück ins Outback (Back to the Outback, Stimme)
- seit 2022: Wolf Like Me (Fernsehserie)
- 2023: Doggy Style (Strays, Stimme)
- 2024: The Present
- 2025: Bridget Jones – Verrückt nach ihm (Bridget Jones: Mad About the Boy)

## Schriften (Auswahl)
- Seduced by Fame. Puffin Books, (Juni) 1996, ISBN 0-14-025431-5
- Bewitched. Puffin Books, (September) 1996, ISBN 0-14-025575-3
- Marge in Charge and the Stolen Treasure. HarperCollins, 2018, ISBN 978-0-0626-6221-7

## Auszeichnungen
- 1997: #35 der „100 Sexiest Women in the World“ (FHM)[2]
- 2003: #26 der „100 Sexiest Women in the World“ (FHM)[2]
- 2006: „Beste Newcomerin“ (MTV Movie Awards) für „Die Hochzeits-Crasher“